# Shō Nei
Shō Nei (尚寧 Thượng Ninh,  1564–1620) là một vị vua của vương quốc Lưu Cầu, trị vì từ 1587 đến 1620. Trong thời gian trị vì của ông đã xảy ra sự kiện xâm lược Lưu Cầu vào năm 1609 và ông là vị vua Lưu Cầu đầu tiên trở thành một chư hầu của gia tộc Shimazu ở phiên Satsuma, một lãnh địa phong kiến của Nhật Bản.
Shō Nei là chắt của vua Shō Shin (尚真, trị vì 1477–1526) và là phò mã của vua Shō Ei (尚永, trị vì 1573-1586).

## Tiểu sử
Vào đầu thời kỳ cai trị của Shō Nei, đại danh Toyotomi Hideyoshi của Nhật Bản có kế hoạch xâm lược Triều Tiên. Thông qua các sứ giả từ phiên Satsuma, ông ra lệnh rằng Lưu Cầu phái đóng góp chiến binh cho nỗ lực xâm lược, và bị khước từ; ông cũng lệnh rằng Lưu Cầu tạm đình chỉ cử sứ thần sang Trung Quốc. Trong một thời gian ngắn sau đó, Shō Nei gửi một bức thư cho Hideyoshi, với vị thế là thông lệ của một người lãnh đạo mới. Ông chính thức chúc mừng Hideyoshi đã nắm quyền kiểm soát Nhật Bản, và mang đến hòa bình và thịnh vượng cho vương quốc, và gửi theo một món quà là tranh sơn mài của nhà Minh. Lá thư đề cập Lưu Cầu như "một vương quốc đảo nhỏ bé và thấp kém, bởi khoảng cách rất xa xôi và thiếu tiền bạc, không thể đáp lại thích đáng lòng tôn kính với đại danh." Shimazu Yoshihisa, lãnh chúa của Satsuma, sau đó đề nghị rằng Lưu Cầu được phép cung cấp lương thảo và hàng tiếp tế khác thay vì nhân lực. Hideyoshi đã chấp thuận đề nghị này, song Shō Nei đã lờ đi và không gửi đồ tiếp tế.
Sau khi Hideyoshi chết vào năm 1598, và Tokugawa Ieyasu lên nắm quyền lực, Shō Nei được Satsuma hỏi về việc chính thức quy phục Mạc phủ mới song yêu cầu này cũng bị lờ đi.
Satsuma xâm lược Lưu Cầu vào năm 1609, và Shō Nei đã phải đầu hàng vào ngày 5 tháng 4 âm lịch. Shō Nei bị bắt, cùng với một số quần thần khác đến Sunpu để gặp Mạc phủ đã lui về là Tướng Quân Tokugawa Ieyasu, sau đó đến Edo để chính thức yết kiến Tướng Quân Tokugawa Hidetada, và sau đó đến Kagoshima, nơi ông bị buộc phải chính thức đầu hàng và tuyên một số lời thề với gia tộc Shimazu. Tại Edo, Tướng Quân nói rằng Shō Nei được phép duy trì quyền lực do lịch sử nắm quyền hòn đảo trong một thời gian dài của gia tộc mình.
Điều này đánh dấu sự kiện lần đầu tiên một nguyên thủ ngoại quốc đến Nhật Bản, và Shimazu Tadatsune, lãnh chúa phiên Satsuma, chắc chắn đã tận dụng các biến động chính trị này để tạo cơ hội cho chính mình. Các hậu duệ của ông tiếp tục đuy trì vị thế là daimyō duy nhất có một vị vua ngoại quốc là chư hầu để bảo đảm cho mình vị thế chính trị, thu nhập và thứ hạng lớn hơn trong triều đình. Năm 1611, hai năm sau khi vương quốc bị xâm lược, nhà vua trở về thành Shuri và nói rằng sẽ tôn trọng lời thề đã tuyên bố.

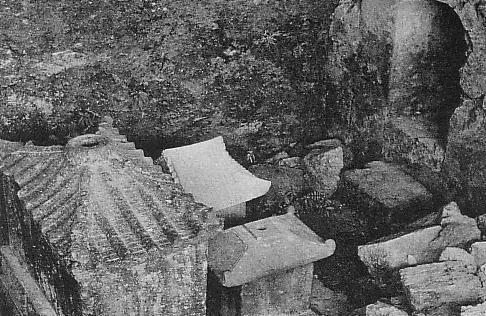
Thạch quách của vua Sho Nei

Mặc dù Satsuma ban đầu áp dụng một bàn tay sắt đối trong các chính sách đối với Lưu Cầu, và thanh trừng những quần thần được coi là không trung thành với Satsuma, năm 1616 cách tiếp cận này đã chấm dứt. Phạm vi "Nhật hóa" thì diễn ra theo chiều ngược lại theo yêu cầu của Satsuma, và Shō Nei một lần nữa lại giành được vị trí đứng đầu chính thức trong vương quốc của mình. Trong giai đoạn còn lại của thời kỳ trị vì, Shō Nei tiếp tục trải qua các cạm bẫy quyền lực và thực thi quyền lực tối thượng của mình tại lãnh địa trong khuôn khổ phiên Satsuma.
Sau khi ông qua đời, Shō Nei không được chôn cất trong lăng mộ vương tộc ở Shuri, mà là tại thành Urasoe. Tín ngưỡng dân gian nói rằng điều này là do ông đã bị thua trước cuộc xâm lược của Satsuma và cảm thất muôn phần hổ thẹn trước tổ tiên, và cảm thấy không thích hợp để được chôn cất cùng họ. Tuy nhiên, Shō Nei có nguồn gốc tại Urasoe, và đây cũng có thể là một lý do.

## Lời thề
Shō Nei bị buộc phải tuyên thệ một số lời thề trong thời gian ông ở Kagoshima, như ông và vương quốc chính thức trở thành chư hầu của gia tộc Shimazu. Những lời thề này cũng được gọi là Phép Thập ngũ điều (掟十五ヶ条, Okite jūgo-ka-jō) về các vấn đề lớn nhất, và chủ yếu liên quan đến chính trị và ngoại giao. Những lời tuyên thệ này, trong số các quy định khác, định rằng Lưu Cầu không tham gia vào thương mại, quan hệ ngoại giao với các quốc gia khác mà không có sự đồng ý của Satsuma. Các chính sách này, cùng với chính sách tỏa quốc (sakoku) và các quy định khác, đã khống chế tình hình nội địa của Lưu Cầu và quan hệ đối ngoại của nó trong hơn 250 năm.
Shō Nei và các thành viên của tam ti quan (Sanshikan) cũng phải thề rằng vương quốc từ lâu đã là một quốc gia lệ thuộc của Satsuma (một điều dối trá), và họ phải thừa nhận rằng cuộc xâm lược của Satsuma là một sự trừng phạt dành cho họ. Lời tuyên thệ tiếp tục với việc thừa nhận sự từ bi của Satsuma khi cho phép vua và các cận thành được trở về vương quốc và tiếp tục nắm quyền. Shō Nei tuyên thệ những lời thề này sẽ truyền đến hậu duệ của mình, tiếp tục bảo đảm việc Lưu Cầu là một nước chư hầu của Satsuma.